# ストームフォール
『ストームフォール・バルーアの復活』は、Plarium Globalによって開発、運営されているスマートフォン・タブレット向けオンラインストラテジーゲーム。
基本プレイは無料で、ゲーム内アイテムを有料で購入できるアイテム課金（フリーミアム）モデル。

## 概要
ストーリー性は全く無く、自分の城を発展させながら、世界中のプレイヤーを襲撃するゲームである。様々な施設を建設・アップグレードして村を発展させていくミニスケープ（箱庭ゲーム）的な要素、他プレイヤーの城に攻め込み資源を略奪するRTS的な要素を併せ持ったゲームシステムとなっている。しかし戦闘シーンは無く、一瞬で決着が付くので戦略を考える要素も無い。
プレイヤーは「同盟（セクト）」と呼ばれるチームに属することができ、同一クラン内のメンバー同士で援軍を送りあったりできるが、大抵の同盟には古参の幹部がおり、後から参入した者は彼らが作成した独自の「特定の外国人を狙って攻撃する」などのルールに従い基本的に彼らに命令され続けることになる。もしルールに知らず知らずにでも抵触した場合は現実の世界でも抗議文のメールが来たり、謝罪を求められるなど大きなペナルティを課せられる。また、同盟クエストがありまったく参加しなかった者も報酬を得られる。

## ゲームシステム

### プレイスタイル
自分の城を発展させながら世界中のプレイヤーが管理している城にリアルタイムに攻め込む。このため、恨みをかった相手や、面白半分に攻撃してくるプレイヤーに永久に攻撃され続けることも珍しくない。また課金アイテムのサファイアを購入しないと失った兵も復活出来ない。

### シールド
シールドの有効期間中は他プレイヤーから村を攻撃されない。ただし数日たって消滅すると、その瞬間に初心者狙いの攻撃が殺到してくる。

### 資源
ゲーム内で建設やユニットの訓練などほとんどすべての行動には資源が必要となる。資源にはゴールドなどの7種類がある。生産設備で生産するほか、他プレイヤーやモンスターの村から略奪することで入手する。ただし生産設備は高レベル同盟が占拠しており、うかつに手を出すこともできない。課金アイテムのサファイヤで購入することも可能であるが、これは1回その金額のを買うと2度と買えず、どんどん値上がりした金額の物しか買えなくなるので結局は課金しなければならない。